# The Two Orphans (film 1907)
The Two Orphans è un cortometraggio muto del 1907 diretto da Francis Boggs, qui al primo film della sua carriera alla Selig.
Il soggetto è tratto dal lavoro teatrale Le due orfanelle di Adolphe d'Ennery e Eugène Cormon.

## Produzione
Il film fu prodotto da William Nicholas Selig per la Selig Polyscope Company.

## Distribuzione
Distribuito dalla Selig Polyscope Company, il film - un cortometraggio in una bobina - uscì nelle sale cinematografiche statunitensi il 23 dicembre 1907.